# 西川端町 (名古屋市)
西川端町（にしかわばたちょう）は、愛知県名古屋市中区にあった町名。

## 歴史

### 町名の由来
1910年（明治43年）に完成した新堀川の西岸沿いに位置することによる。

### 沿革
- 1911年（明治44年）11月1日 - 中区前津小林町・東古渡町の各一部より、同区西川端町が成立[1]。
- 1969年（昭和44年）10月21日 - 一部が千代田一〜四丁目・栄五丁目・大須四丁目となり、一部を栄三丁目へ編入[3][1][4][5]。
- 1974年（昭和49年）5月11日 - 一部が上前津二丁目・富士見町・平和二丁目となり、一部を大井町へ編入[5][6][7]。
- 1979年（昭和54年）6月3日 - 残部が金山五丁目となり廃止[8]。